# Anna Vavak
Anna Vavak (4. března 1913 Vídeň – 18. listopadu 1959 Vídeň) byla vídeňská Češka a členka komunistického odboje proti nacismu ve Vídni.

## Mládí a odboj
Anna Vavak se narodila do české dělnické rodiny žijící ve Vídni. Byla členkou socialistického mládežnického hnutí a později členkou Komunistické strany Rakouska (KPÖ). Jelikož si z finančních důvodů nemohla dovolit studium, pracovala mimo jiné jako prodavačka v obchodním domě „Kaufhaus der Wiener“ (před arizací: Warenhaus Gerngroß).
Po „anšlusu“ Rakouska se zapojila do „Československé odbojové skupiny“ vídeňských Čechů, známé jako „Česká sekce KPÖ“. Tato organizace prováděla sabotážní, výbušné a žhářské akce, vyráběla a distribuovala letáky, sledovala Wehrmacht a předávala zprávy do Československa. Podle svědectví Irmy Trksak byla Anna Vavak a Antonie Bruha jedny z nejaktivnějších ženských členek odboje. Skupina byla v roce 1941 rozbita gestapem a Vavak byla zatčena během prvních zatýkání v září téhož roku.

## Věznění a koncentrační tábor

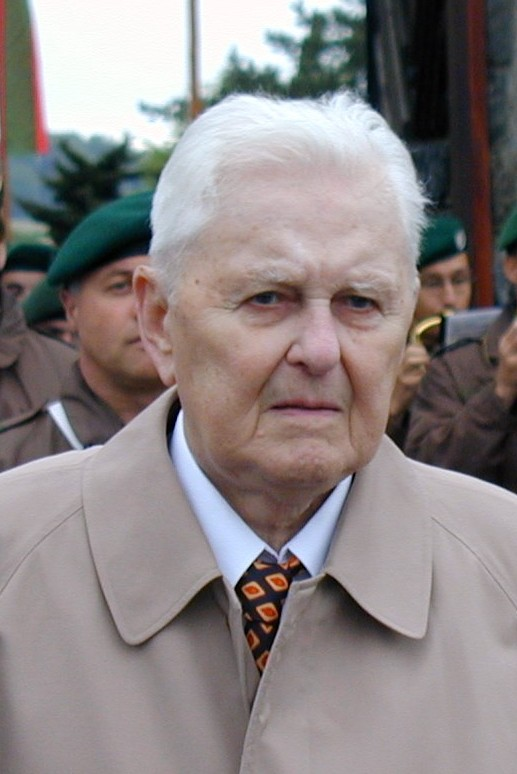
Hans Maršálek, manžel Anny Vavak, rakouský odbojář na fotografii z roku 2001

Po zatčení byla Vavak přes věznici Pankrác v Praze, pracovní dům v Lipsku a policejní prezidium na Alexanderplatz v Berlíně 2. října 1942 deportována do ženského koncentračního tábora Ravensbrück, kde jí bylo přiděleno vězenské číslo 14 179. Její spoluvězeňkyně ji popisovaly jako inteligentní, výjimečně milou a okouzlující ženu. Po příjezdu se dobrovolně přihlásila k pracím pro společnost Siemens & Halske AG, která mimo tábor vyráběla součástky pro telefony, měřící přístroje a vysílačky. Tato druhá největší firma v táboře byla pod civilní správou. Vavak zpočátku pracovala jako písařka. Díky podpoře funkcionářských vězeňkyň, zejména blokové starší Rosy Jochmann, se rychle vypracovala na hlavní instruktorku, což jí umožnilo nejen ovlivňovat přidělování pracovních míst, ale také organizovat sabotáže. Měla vliv na předkládání seznamů vězeňkyň, které se nedostavily do práce nebo pracovaly nedostatečně, čímž mohla zmírnit hrozící tresty. Kromě toho koordinovala zpomalování výroby a kryla systematické formy odboje. Ve volných chvílích zde vězeňkyně pořádaly politické diskuse, školení a kulturní programy. Historička Anette Neumann považuje Vavak za jednu z hlavních organizátorek odboje v koncentračním táboře Ravensbrück.
| „ | V tomto táboře jsme měli trochu více volného času a mohli jsme se věnovat kulturním aktivitám. Pěvecká či taneční vystoupení, recitace apod. se konala na národní i mezinárodní úrovni. Měli jsme mezinárodní velikány ze světa umění. | “ |

Po evakuaci tábora 28. dubna 1945 byly vězeňkyně pracující pro Siemens pod dohledem SS vyvedeny směrem na Malchow. Vavak se podařilo uniknout během pochodu smrti spolu s jinou ženou tím, že se ukryly ve stodole.

## Poválečný život a odkaz
Po návratu do Vídně se Anna Vavak politicky angažovala a v roce 1945 kandidovala za Komunistickou stranu Rakouska ve volebním obvodu IV v prvních zemských a komunálních volbách druhé republiky. V roce 1946 se provdala za Hanse Maršálka, který byl rovněž vězněn v koncentračním táboře a po válce působil jako kronikář koncentračního tábora Mauthausen. Spolu měli syna Sašu.

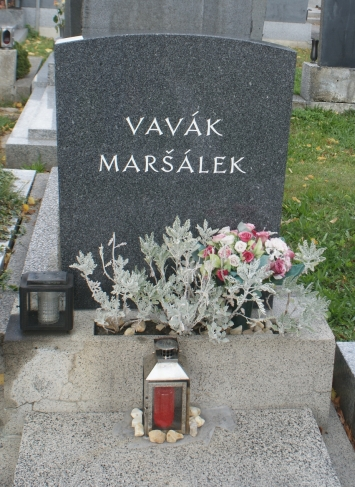
Hrob Anny Vavak

Vavak vypracovala vzpomínkovou zprávu o pracovním úřadu Siemens v Ravensbrücku pro jeden z procesů koncem 40. let. Tato zpráva, pravděpodobně sepsaná krátce po válce, podrobně popisuje podmínky nucené práce a zneužívání vězeňkyň.
| „ | Ale byli jsme odvezeni zpět do koncentračního tábora, protože náš tábor obsadili muži z Dory, kteří už byli ve Fürstenbergu. Byli jsme znovu umístěni za zdi a za dráty a žili ve špíně a v masách až do 28. dubna 1945, dne naší evakuace. | “ |

Po své smrti v roce 1959 byla Anna Maršálek pohřbena v rodinném hrobě rodiny Vavak na hřbitově Jedleseer ve 21. městském okrese Vídně, Floridsdorfu (skupina 2, řada 6, číslo 20).